# Aquila (storia romana)

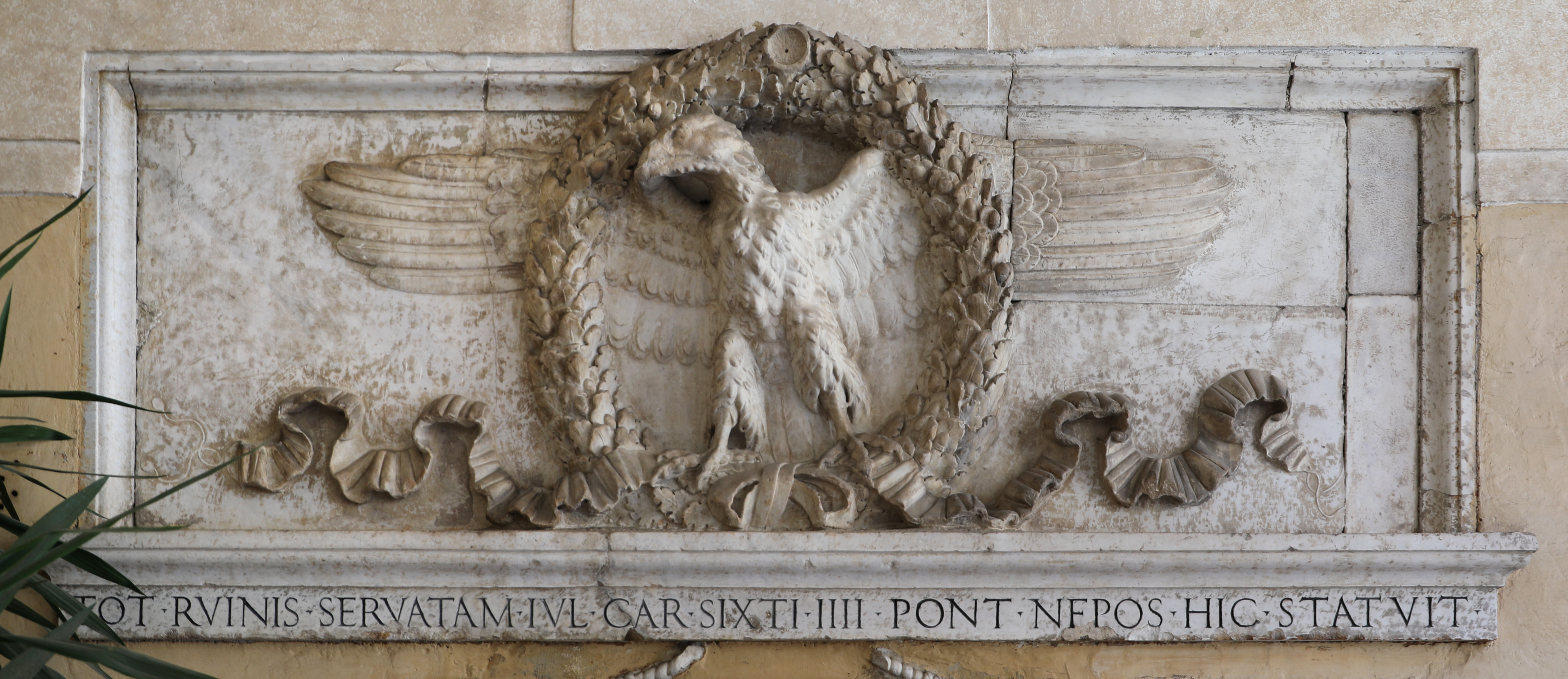
Aquila imperiale romana del II secolo,, nel portico esterno della Basilica dei Santi Apostoli a Roma.

L'aquila, nel periodo antico, rappresentava l'Icona di Giove, padre di tutti gli dei, e protettore dello stato. Era una delle insegne usate dalle legioni.
L'aquila bicefala, in età bizantina, assurse a rappresentare la Nuova Roma e le due metà dell'Impero, riunificate dopo la caduta dell'Occidente o l'unione di Asia ed Europa.
Dopo la caduta dell'impero romano l'aquila (singola o bicefala) venne utilizzata diffusamente quale simbolo araldico e come richiamo all'antica grandezza dell'Impero Romano. Partendo da Carlo Magno, primo imperatore del Sacro Romano Impero, l'aquila, simbolo di potere, si ritrova dunque negli stemmi delle maggiori dinastie europee e non solo ed essa è tuttora inclusa nello stemma degli Stati Uniti d'America, in quello della Germania e in quello della Russia.
In quanto simbolo di Giove Ottimo Massimo venne assegnata, per scelta del console arpinate Gaio Mario, come insegna di guerra a ciascuna legione romana. In battaglia e durante le marce era tenuta in consegna dall'aquilifer (aquilifero) e strenuamente difesa. La sua perdita era motivo di disonore e poteva causare lo scioglimento dell'unità. L'aquila imperiale, infine, era uno dei simboli delle propri delle singole legioni romane.

## Storia

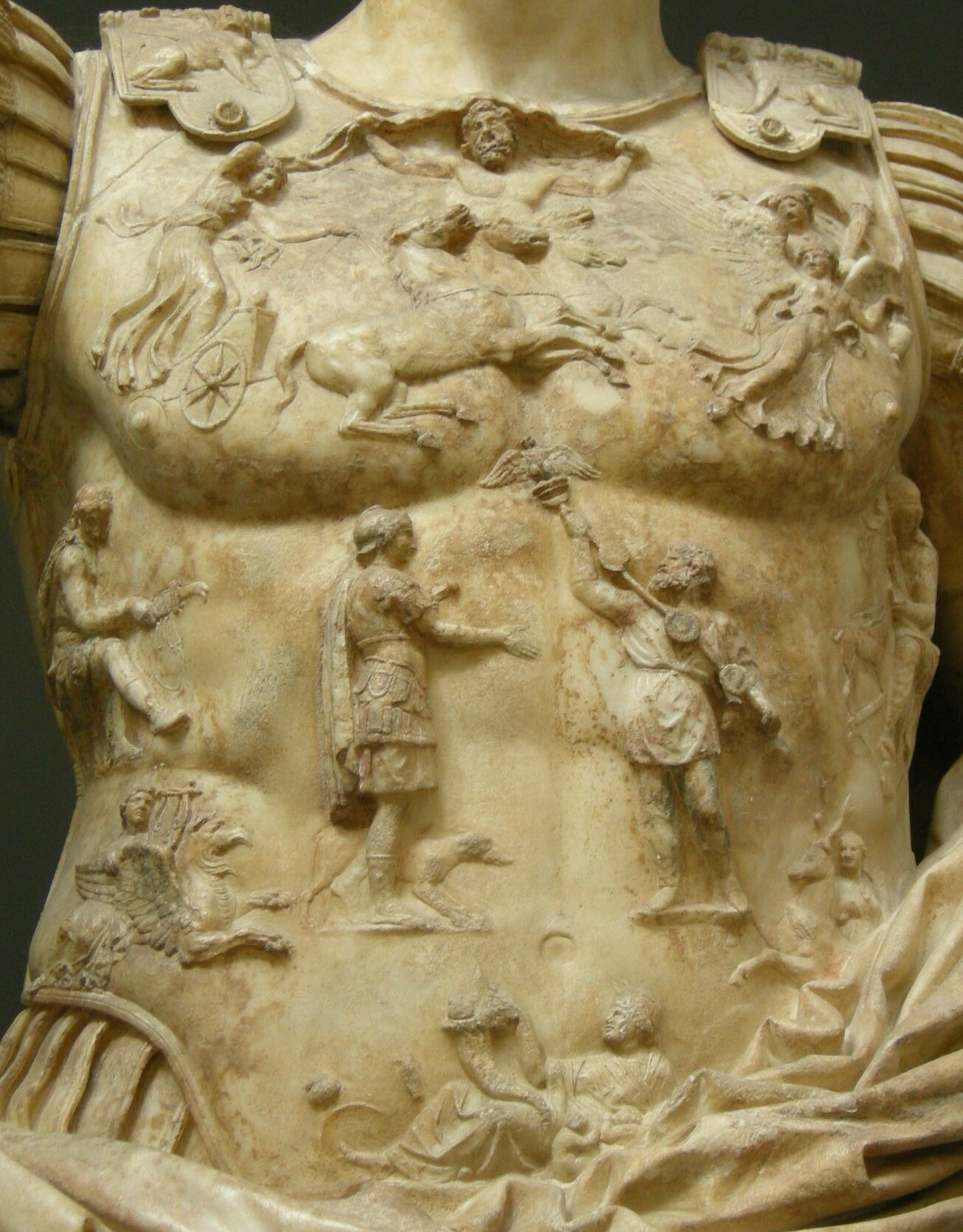
Augusto di Prima Porta, il re Fraate IV dei Parti restituisce le insegne (l'aquila) dei Romani sottratte durante la sconfitta di Carre forse a Tiberio, affiancato dalla Lupa

La presenza dell'aquila come simbolo dei sovrani di Roma è testimoniata da Dionigi di Alicarnasso il quale racconta come tra le insegne federali che i capi delle città etrusche portarono a Roma da Tarquina, in seguito alla vittoria di Tarquinio Prisco, vi fosse uno scettro con sopra un'aquila che il re continuò ad adottare «per tutto il tempo della sua esistenza».
Sallustio narra che Gaio Mario la usò per la prima volta come insegna nella guerra contro i Cimbri consegnandone una a ogni legione e tale uso rimase da allora.
Ai tempi di Gaio Giulio Cesare era fatta d'argento e oro. A partire dalla riforma augustea il materiale utilizzato fu il solo oro. L'aquila era custodita dalla prima centuria della prima coorte, conservata presso l'accampamento (assieme ai signa militaria) all'interno dell'aedes signorum, uno degli edifici dei Principia (quartier generale della legione).
L'aquila usciva dall'accampamento romano solo in occasione dei trasferimenti dell'intera legione, sotto la responsabilità di un sottufficiale legionario, l'Aquilifer il quale, oltre a doverne garantire la custodia, era incaricato di portarla in battaglia e difenderla anche a costo della propria vita. In tal senso, l'aquilifer può essere paragonato ad un alfiere, quindi un giovane ufficiale dei moderni eserciti e la stessa aquila può essere considerata come una bandiera di guerra o uno stendardo.
Era segno di grave disfatta la sua perdita, evento che accadde in rare occasioni come nel corso della battaglia della foresta di Teutoburgo nel 9, quando ben tre aquilae caddero nelle mani del nemico germanico. Nel corso invece della rivolta batava, l'aver consegnato le rispettive aquilae al nemico germanico, fu causa per le quattro intere legioni del proprio scioglimento. Ciò che accadde nel 70 alla I Germanica, IIII Macedonica, XV Primigenia e XVI Gallica In altri casi fu segno di grande vergogna ed ignominia, ma non di scioglimento, come accadde ad una legio V Gallica nel 17 a.C. o alla legio XII Fulminata nel 66 durante la prima guerra giudaica. Le insegne, quindi, venivano difese fino alla morte, oppure, durante le battaglie, conficcate nel terreno in modo tale da evitare la loro perdita. La testa d'aquila era spesso rappresentata sul pomello del Parazonio dei generali romani e sulle corazze degli alti ufficiali.

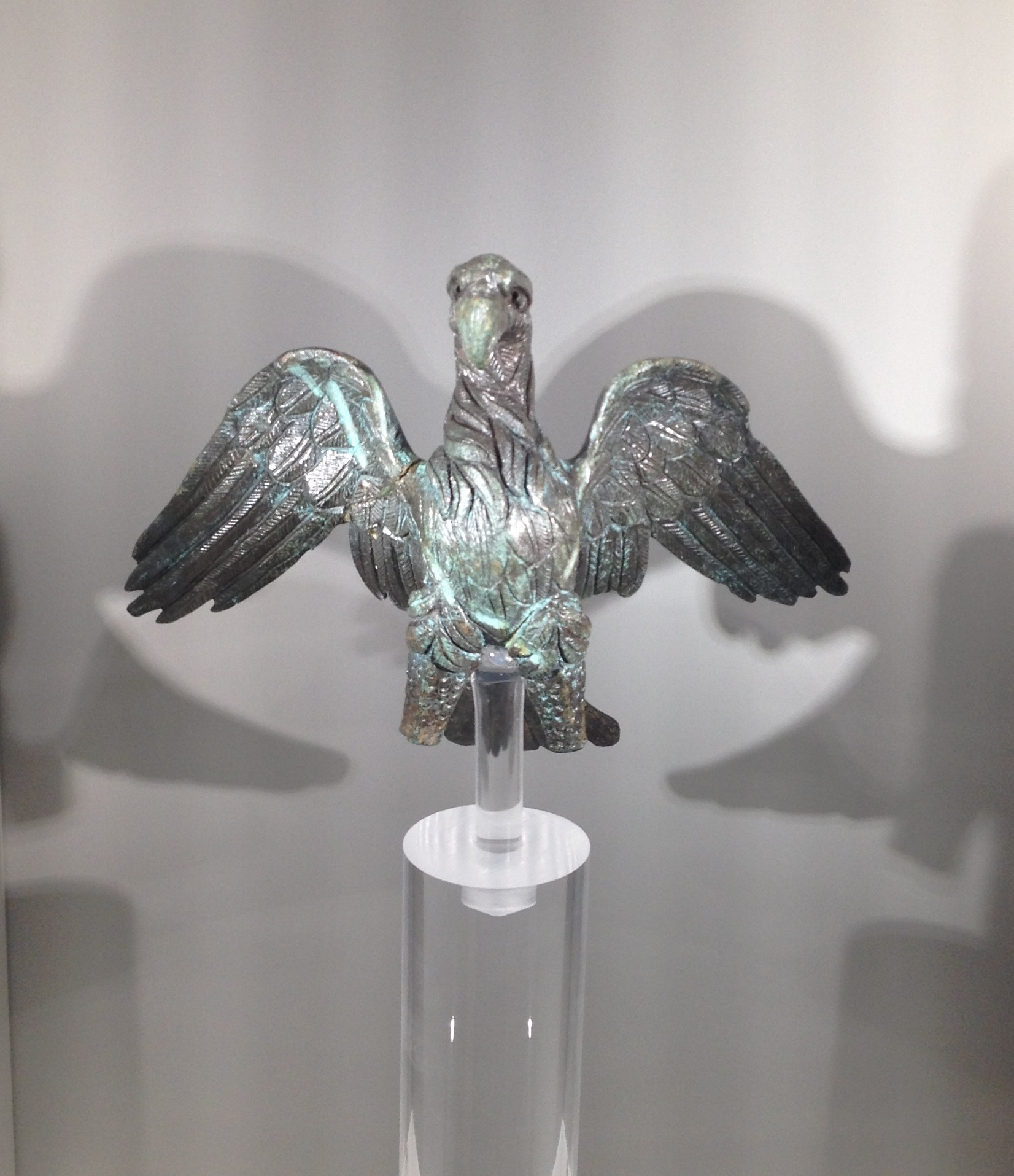
Aquila esposta al Museo archeologico nazionale d'Abruzzo a Chieti. L'aquila è stata rinvenuta nell'area archeologica di Amiternum, in occasione di scavi eseguiti nel corso degli anni settanta del Novecento. Fusione piena e ritoccata con bulino semicircolare.
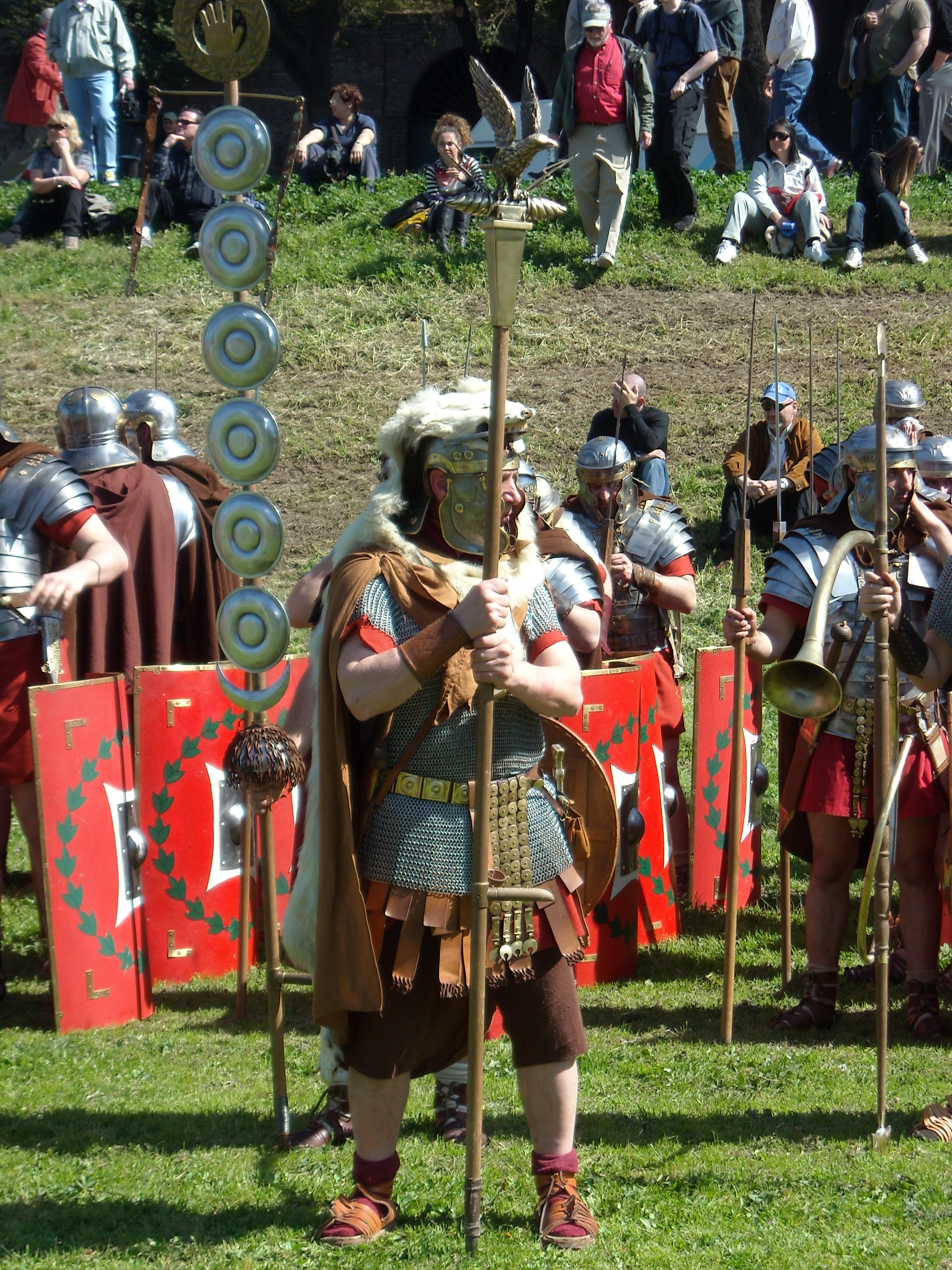
Ricostruzione moderna di un aquilifer, sottufficiale della legione responsabile della custodia dell'aquila.
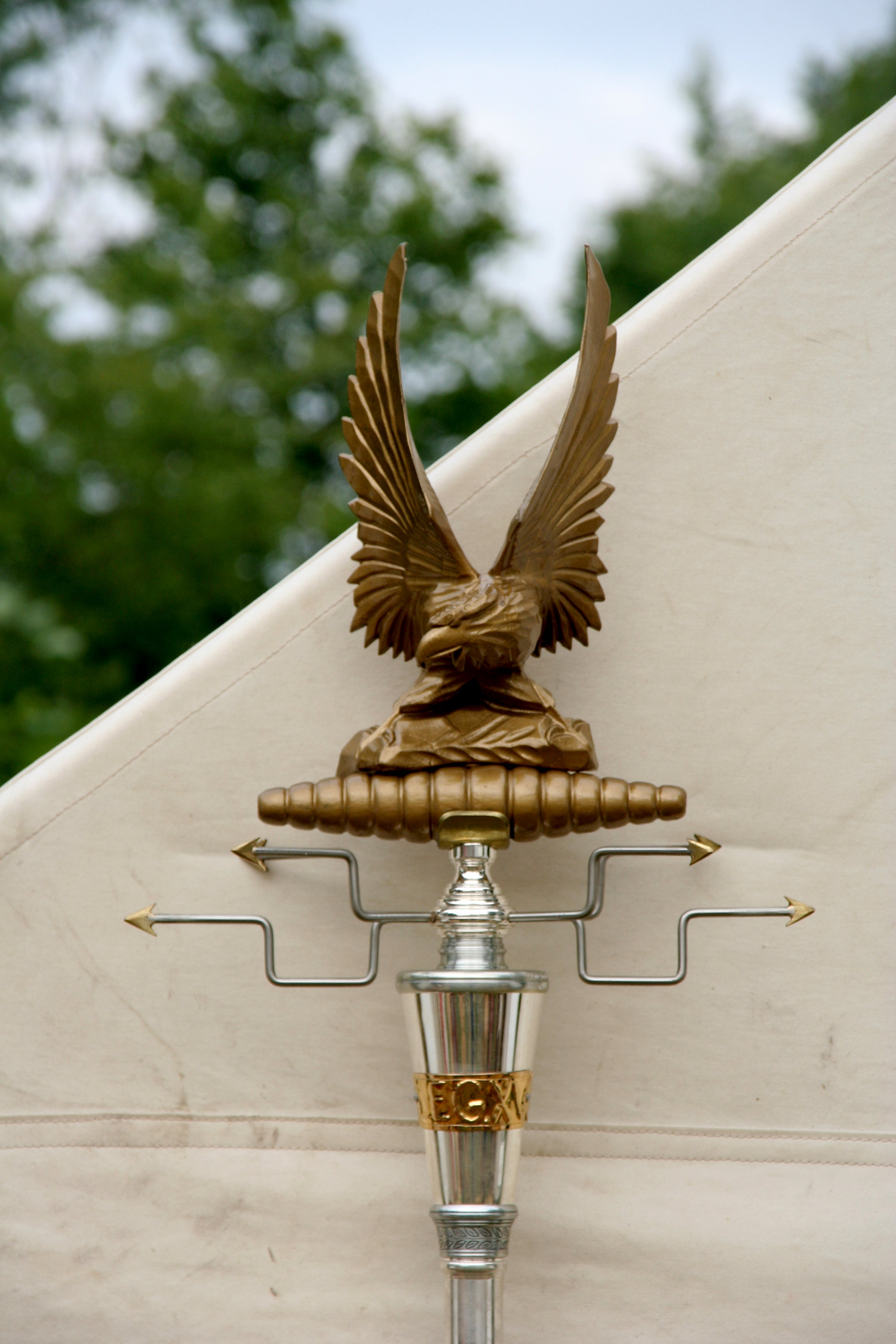
Esempio di aquila aurea romana presso un accampamento legionario; alle spalle un papilio (una tenda, che ospitava il contubernio).
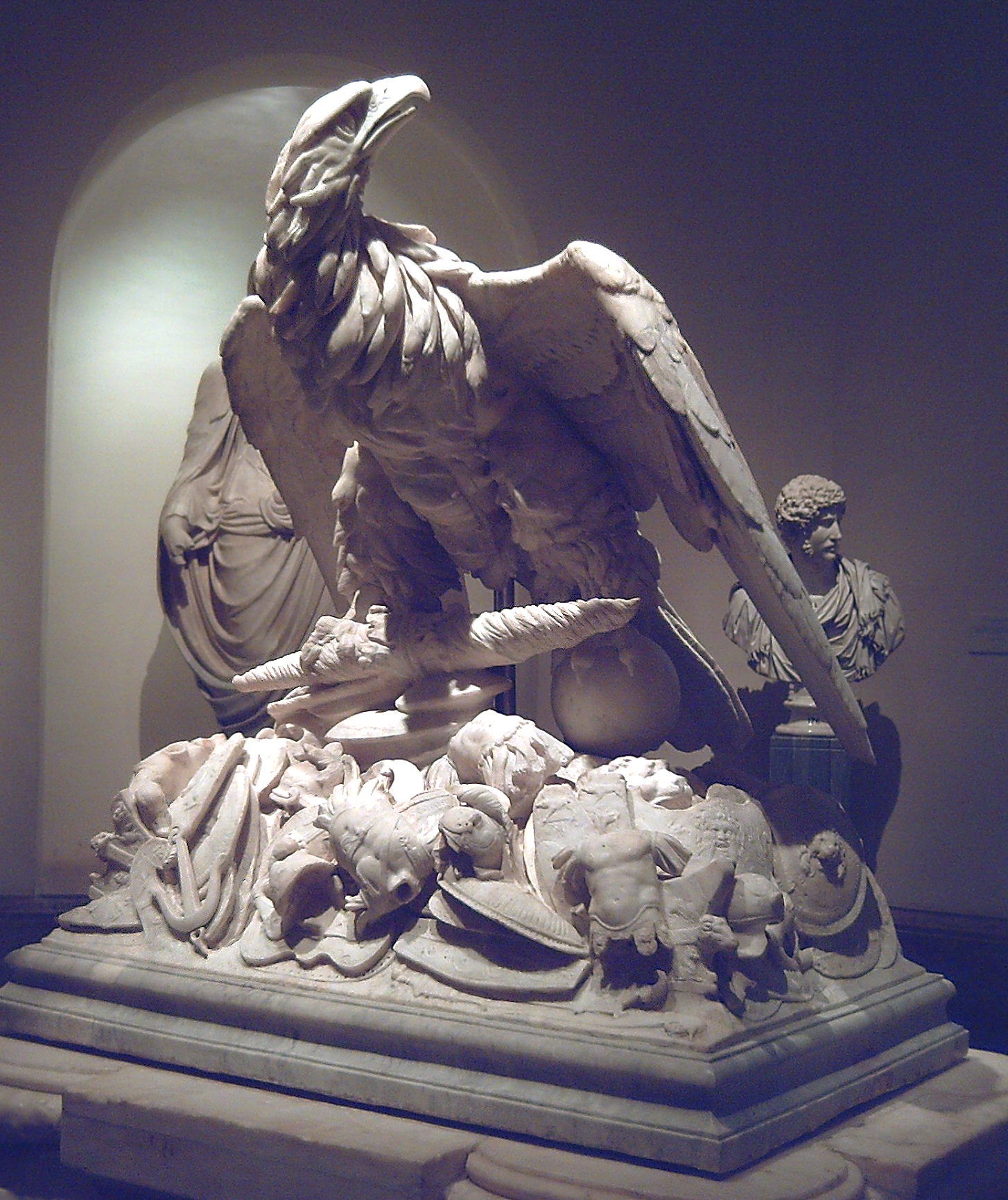
Aquila e le armi provenienti da un monumento funerario di epoca augustea, probabilmente dedicato a Marco Valerio Messalla Corvino conservato nel Museo del Prado, Madrid.
Stemma di Arpino: "Hinc ad Imperium" sta a significare "da qui all'Impero", con riferimento all'aquila che Gaio Mario adottò come simbolo delle legioni romane.